# Hélène Oppenheim-Gluckman
Pour les articles homonymes, voir Gluckman.
Hélène Oppenheim-Gluckman est une psychiatre et psychanalyste française. Elle est l'auteure d'ouvrages sur les patients cérébro-lésés et sur les groupes Balint.

## Biographie
Elle soutient en 1974 une thèse de médecine avec une mention en psychiatrie à l'université de Paris. Elle est ensuite médecin généraliste à Caen puis se forme comme psychiatre et travaille à Paris de 1983 à 1990, au Centre Michael Balint, dans le 18e arrondissement de Paris. Elle se forme dans un groupe Balint. Elle est recrutée comme attachée-consultant à l’hôpital de la Salpêtrière (1983-1997), dans des services de réanimation neurochirurgicale et de neurologie.
Elle anime des groupes Balint (centrés sur la relation soignant-soigné) et est membre de la Société médicale Balint et responsable de groupes Balint. Elle fait une formation de psychanalyste et s'intéresse aux apports de la psychanalyse à la pratique médicale et à la relation médecin-malade. C'est à ce titre qu'elle publie le livre Lire Michael Balint. Dans les années 1990, elle crée avec François Baumann un groupe de réflexion sur l'éthique médicale au quotidien dans le cadre de la Société française de thérapeutique du généraliste.
Elle obtient un DEA de psychopathologie et neurobiologie des comportements en 1992 et soutient sa thèse de doctorat en psychopathologie fondamentale en 1995 à l’université Paris-Diderot. Elle effectue des charges de cours aux universités d’Angers, de Paris VII et Paris V.
Elle est membre associée de la Société de psychanalyse freudienne. Elle a participé au conseil d’administration du réseau Traumatisme crânien Île-de-France. De 1990 à 2005 elle est membre du comité de rédaction de la revue Neuro-Psy puis du comité scientifique de Neuro-Psy-News. Elle est membre du comité de lecture de In Analysis 

## Recherches
Partant de son expérience dans les groupes Balint, elle s'intéresse aux différentes modalités de l’acte psychanalytique en dehors de la cure type. Elle témoigne d’un intérêt constant pour le suivi psychothérapeutique de patients atteints de maladies somatiques. Elle étudie les différentes modalités de psychothérapies analytiques et d’actes analytiques. En particulier, elle mène des recherches sur la clinique psychanalytique des réveils de coma dont témoigne son livre Mémoire de l’absence, clinique psychanalytique des réveils de coma, et diverses autres publications spécialisées. Elle a impulsé, avec Patrick Fayol, le développement en France des psychothérapies psychanalytiques avec les patients cérébro-lésés, dont son livre La pensée naufragée, clinique psychopathologique des patients cérébro-lésés fait le bilan au côté de publications spécialisées,. Ses interrogations portent également sur les processus qui favorisent le changement dans les cures. À ce titre, elle est responsable d’un séminaire sur « Le changement dans la cure » à la Société de psychanalyse freudienne, et elle a participé à l'organisation d'une journée d’étude de la Société de psychanalyse freudienne, intitulée « L’acte et la cure » (2006).

## Activités éditoriales et scientifiques
Elle a publié Lire Michael Balint, un clinicien pragmatique et Lire Sándor Ferenczi, un disciple turbulent. Elle a animé un séminaire sur Ferenczi avec Yves Lugrin dans le cadre de la Société de psychanalyse freudienne de 2007 à 2010 et elle a participé à l'organisation d'une journée d’étude consacrée à Ferenczi (2010).
Elle s’est aussi préoccupée du vécu des enfants et des adolescents ayant un parent cérébro-lésé,,,.
Elle a été membre du Collège de psychanalystes et a participé en 2017 à l'organisation d'un colloque de la Société de psychanalyse freudienne « Psychanalyse dans le monde contemporain ».

## Publications
- Mémoire de l'absence, clinique psychanalytique des réveils de coma, Masson, 1996
- La pensée naufragée, clinique psychopathologique des patients cérébro-lésés, Anthropos (3e éd.), 2014
- Lire Michael Balint, un clinicien pragmatique, Paris, CampagnePremière, 2006
- Héritiers de l'exil et de la Shoah, entretiens avec des petits enfants de Juifs venus de Pologne, avec D. Oppenheim, Érès, 2006
- Lire Sándor Ferenczi, un disciple turbulent, Paris, CampagnePremière, 2010
- (dir.) Vivre au quotidien avec un traumatisé crânien, guide à l'attention des proches, CTNERHI/CRFTC, 2008
- Le psychanalyste, le médical, la maladie, Paris, CampagnePremière, 2020  (ISBN 978-2-37206-060-8)